# Adriano Leite Ribeiro
Adriano Leite Ribeiro (n. 17 februarie 1982, Rio de Janeiro, Rio de Janeiro, Brazilia), cunoscut sub numele de Adriano, este un fotbalist brazilian retras din activitate, care a evoluat pe postul de atacant.
Adriano a avut patru sezoane prolifice în Italia cu cluburile italiene Parma și Inter Milano, fiind considerat unul dintre cei mai buni atacanți din lume în această perioadă și câștigând porecla L'Imperatore („împăratul”). Adriano a terminat în top 10 al Balonului de Aur în 2004 și 2005 și a primit premiul IFFHS World's Goal Scorer din 2005 și a fost, de asemenea, de trei ori câștigător al premiului Bidone d'Oro. A fost o figură cheie în câștigarea Scudetto a lui Inter din sezonul 2005-2006 înainte ca cariera sa să fie, totuși, marcată de inconsecvență și de un declin al performanțelor sale, care a coincis cu moartea tatălui său. S-a mutat înapoi în Brazilia natală în 2009 și a câștigat un Brasileirão atât cu Flamengo, cât și cu Corinthians. S-a retras din fotbal în 2016 la vârsta de 34 de ani.
Făcându-și debutul cu naționala Braziliei la 18 ani, Adriano a fost considerat succesorul pe termen lung al lui Ronaldo. În absența lui Ronaldo, a condus Brazilia la Copa América din 2004, primind Gheata de Aur drept cel mai mare marcator al competiției cu șapte goluri. A câștigat, de asemenea, Cupa Confederațiilor FIFA 2005 cu Brazilia, primind Premiul Ghetei de Aur ca cel mai bun marcator al competiției cu cinci goluri. Înainte de Cupa Mondială din 2006, a făcut parte din mult lăudatul „cvartet magic” al Braziliei de jucători ofensivi alături de Ronaldo, Ronaldinho și Kaká, care în cele din urmă nu a avut succes la turneu.

## Carieră

### Primii ani
Adriano și-a început cariera în anul 1999 la echipa de juniori a clubului Flamengo, de unde a fost promovat în echipa de seniori un an mai târziu. A debutat la Flamengo în Turneul Rio-São Paulope 2 februarie 2000, într-un meci cu Botafogo, și a reușit să înscrie primul său gol 4 zile mai târziu, într-un meci cu São Paulo. În sezonul următor s-a transferat la Internazionale Milano, unde a debutat într-un meci amical cu Real Madrid, în care a reușit să înscrie.

### Parma
Adriano a fost împrumutat la Fiorentina pentru sezonul 2001-2002, după care a fost luat în co-proprietate de Parma. La Parma a avut un sezon foarte bun, unde împreună cu Adrian Mutu, au format cel mai bun cuplu de atac din ultimul deceniu al Serie A, unde a înscris 22 de goluri în 36 de meciuri.

### Internazionale Milano
Adriano a revenit pe San Siro în 2004, pe un contract de 4 ani și a marcat un total de 15 goluri în 16 apariții în timpul sezonului 2004-05. Din iulie 2004 până în iunie 2005, Adriano a fost într-o formă foarte bună, reușind să înscrie un impresionant număr de 40 de goluri, atât în Serie A, cât și pe plan internațional. Apoi a semnat un nou contract cu Inter.
Începând cu semnarea noului contract, viitorul lui Adriano la Inter a avut de suferit din cauza slabei performanțe în următoarele trei sezoane, alimentată de întrebările și speculațiile cu privire la activitatea sa, care a fost pusă în discuție atunci când el a fost prins de două ori pe la petreceri în cluburi de noapte. Antrenorul Braziliei, Dunga nu a apelat la Adriano pentru amicalul împotriva Ecuadorului din 10 octombrie 2006, și l-a transmis să-și schimbe comportamentul și să se concentreze pe fotbal.

### São Paolo

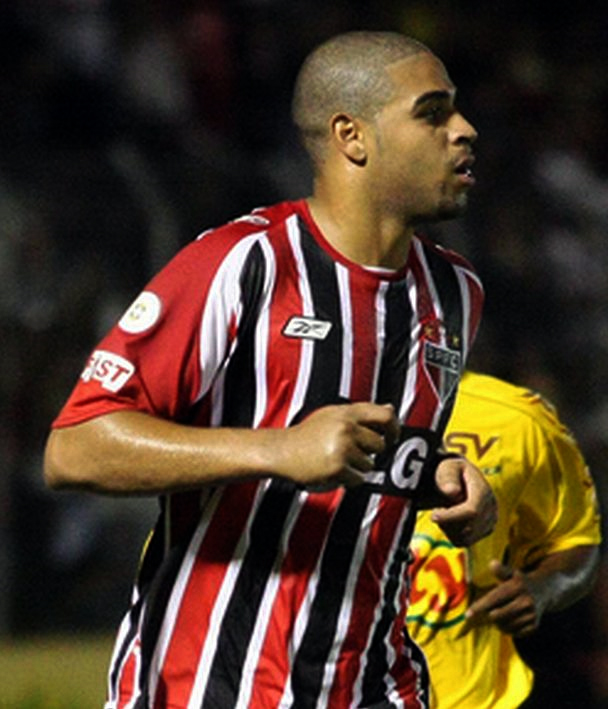
Adriano la São Paulo

Inter l-a trimis pe Adriano să se pregătească cu echipa braziliană Sao Paolo, pentru a-și recăpăta forma fizică bună pe care o avea în 2004 și 2005. În acest interval de timp la Inter au sosit multe oferte de transfer pentru Adriano, de la echipe din Anglia, West Ham United și Manchester City, declarându-și interesul de a-l achiziționa pe brazilian.

### 2008–09

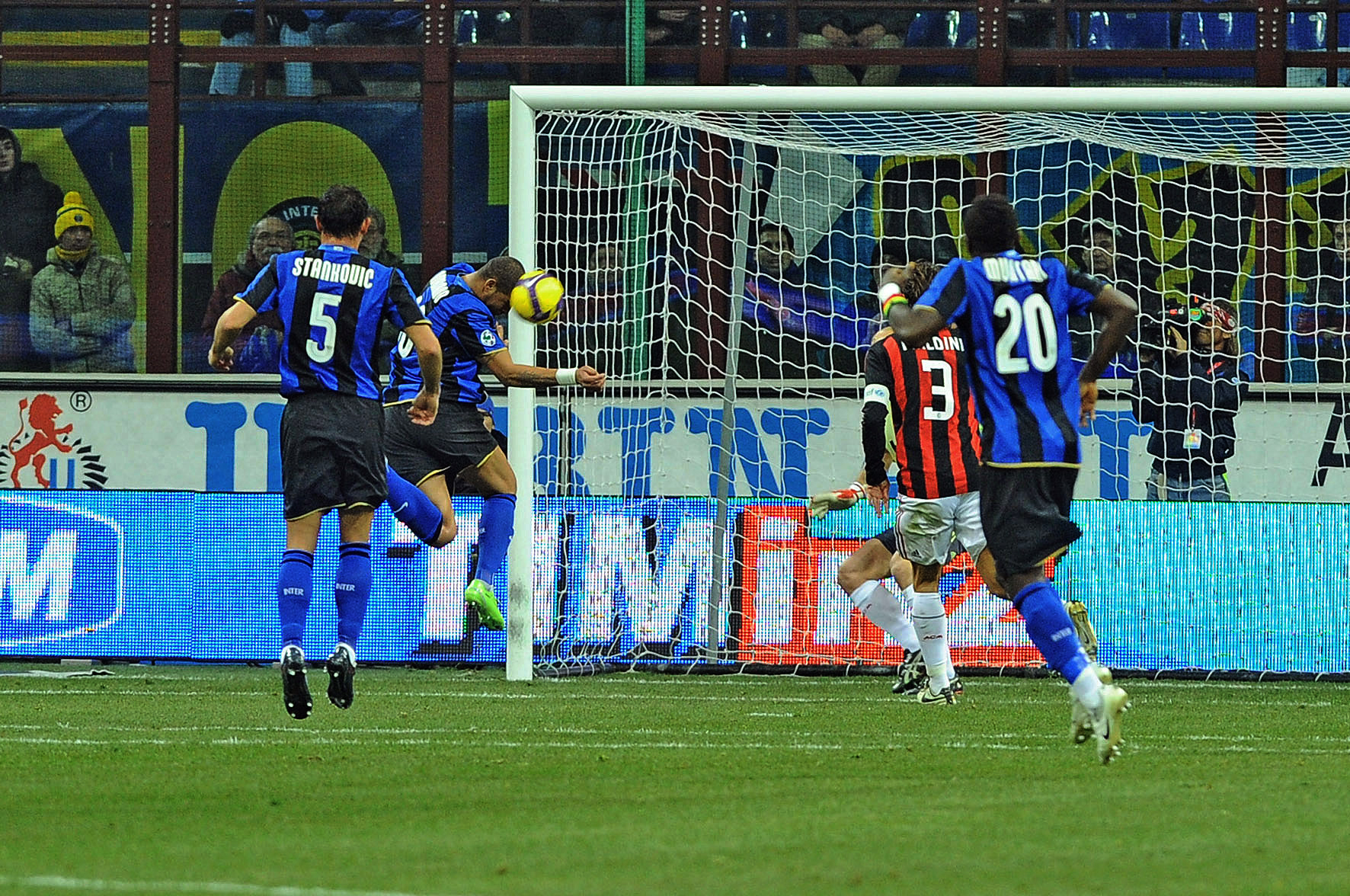
Adriano marcând un gol în derbiul Milanez pe 15 februarie 2009

Apoi în sezonul 2008-2009, a revenit la Inter, reușind evoluții bune, și chiar a înscris golul decisiv într-un meci de Liga Campionilor, cu Anorthosis Famagusta, 1-0.
În pauza de iarnă, cu acordul conducerii, Adriano nu a revenit la reunirea Inter-ului și s-a antrenat pe plajele din Brazilia. Iar în aprilie 2009, el și-a reziliat contractul cu Inter.

### Flamengo
Adriano a semnat un contract cu Flamengo în mai 2009, valabil pe un an. A debutat la Flamengo pe 31 mai 2009, într-un meci cu Atletico Paranaense, unde a reușit să înscrie. Iar pe 21 iunie a reușit primul său hattrick, într-un meci cu Internacional Porto Alegre.

### AS Roma

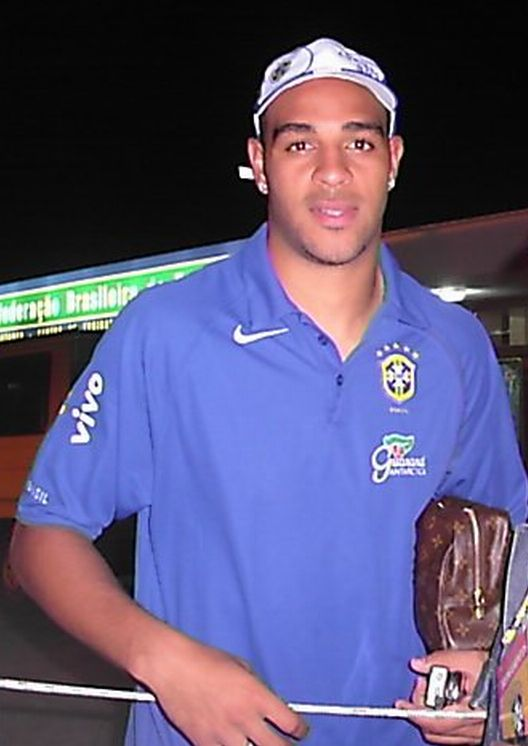
Adriano

În iunie 2010 a revenit surprinzător în Italia, unde a semnat un contract pentru trei sezoane cu AS Roma.

## Palmares
Flamengo
- Campeonato Carioca:  2000, 2001
- Copa dos Campeões: 2001
- Campeonato Brasileiro Série A: 2009

Internazionale
- Serie A: 2005–06, 2006–07, 2007–08, 2008–09
- Coppa Italia: 2005, 2006
- Supercoppa Italiana: 2005, 2006

Corinthians
- Campeonato Brasileiro Série A: 2011

International
- Copa América: 2004
- Cupa Confederațiilor FIFA: 2005
- FIFA U-17 World Cup: 1999
- South American Youth Championship: 2001

Individual
- Copa América: 2004 – Golden Ball for The Best Player of the Tournament and Golden Shoe for Top Scorer
- Confederations Cup: 2005 – Golden Ball for The Best Player of the Tournament and Golden Shoe for Top Scorer
- Bola de Prata: 2009 Brazilian Série A Top Scorer
- Bola de Prata: 2009 Brazilian Série A Best Striker
- Bola de Ouro: 2009 Brazilian Série A Best Player
- IFFHS World's Top Goal Scorer of the Year: 2005

## Statistici carieră

### Club
La 1 martie 2014.
|               |                     |               | Campionat | Campionat | Cupă           | Cupă           | Continental    | Continental    | Total   | Total  |
| Sezon         | Club                | Campionat     | Meciuri   | Goluri    | Meciuri        | Goluri         | Meciuri        | Goluri         | Meciuri | Goluri |
| Brazil        | Brazil              | Brazil        | League    | League    | Copa do Brasil | Copa do Brasil | America de Sud | America de Sud | Total   | Total  |
| ------------- | ------------------- | ------------- | --------- | --------- | -------------- | -------------- | -------------- | -------------- | ------- | ------ |
| 2000          | Flamengo            | Série A       | 19        | 7         | -              | -              | 8              | 1              | 321     | 101    |
| 2001          | Flamengo            | Série A       | -         | -         | 4              | 1              | 2              | 0              | 142     | 2      |
| Italia        | Italia              | Italia        | League    | League    | Coppa Italia   | Coppa Italia   | Europa         | Europa         | Total   | Total  |
| 2001–02       | Inter Milano        | Serie A       | 8         | 1         | 1              | 0              | 5              | 0              | 14      | 1      |
| 2001–02       | Fiorentina          | Serie A       | 15        | 6         | -              | -              | -              | -              | 15      | 6      |
| 2002–03       | Parma               | Serie A       | 28        | 15        | 1              | 0              | 2              | 2              | 31      | 17     |
| 2003–04       | Parma               | Serie A       | 9         | 8         | 2              | 0              | 2              | 1              | 13      | 9      |
| 2003–04       | Inter Milano        | Serie A       | 16        | 9         | 2              | 3              | -              | -              | 18      | 12     |
| 2004–05       | Inter Milano        | Serie A       | 30        | 16        | 3              | 2              | 9              | 10             | 42      | 28     |
| 2005–06       | Inter Milano        | Serie A       | 30        | 12        | 6              | 0              | 10             | 6              | 47      | 18     |
| 2006–07       | Inter Milano        | Serie A       | 23        | 5         | 4              | 1              | 3              | 0              | 30      | 6      |
| 2007–08       | Inter Milano        | Serie A       | 4         | 1         | -              | -              | -              | -              | 4       | 1      |
| Brazil        | Brazil              | Brazil        | League    | League    | Copa do Brasil | Copa do Brasil | America de Sud | America de Sud | Total   | Total  |
| 2008          | São Paulo           | Série A       | -         | -         | -              | -              | 10             | 6              | 283     | 173    |
| Italia        | Italia              | Italia        | League    | League    | Coppa Italia   | Coppa Italia   | Europa         | Europa         | Total   | Total  |
| 2008–09       | Inter Milano        | Serie A       | 12        | 3         | -              | -              | 7              | 2              | 19      | 5      |
| Brazil        | Brazil              | Brazil        | League    | League    | Copa do Brasil | Copa do Brasil | America de Sud | America de Sud | Total   | Total  |
| 2009          | Flamengo            | Série A       | 30        | 19        | -              | -              | 0              | 0              | 30      | 19     |
| 2010          | Flamengo            | Série A       | 1         | 0         | -              | -              | 7              | 4              | 184     | 154    |
| Italia        | Italia              | Italia        | League    | League    | Coppa Italia   | Coppa Italia   | Europa         | Europa         | Total   | Total  |
| 2010–11       | Roma                | Serie A       | 5         | 0         | 1              | 0              | 1              | 0              | 7       | 0      |
| Brazil        | Brazil              | Brazil        | League    | League    | Copa do Brasil | Copa do Brasil | America de Sud | America de Sud | Total   | Total  |
| 2011          | Corinthians         | Série A       | 4         | 1         | -              | -              | -              | -              | 4       | 1      |
| 2012          | Corinthians         | Série A       | -         | -         | -              | -              | -              | -              | 35      | 15     |
| 2012          | Flamengo            | Série A       | 0         | 0         | -              | -              | -              | -              | 0       | 0      |
| 2014          | Atlético Paranaense | Série A       | 0         | 0         | -              | -              | 3              | 1              | 3       | 1      |
| Total         | Brazil              | Brazil        | 54        | 27        | 4              | 1              | 30             | 12             | 1326    | 666    |
| Total         | Italia              | Italia        | 180       | 76        | 20             | 6              | 39             | 21             | 240     | 103    |
| Total carieră | Total carieră       | Total carieră | 234       | 103       | 24             | 7              | 69             | 33             | 372     | 169    |

### Internațional
La 3 martie 2010
| Națională | Club         | Sezon     | Meciuri | Goluri |
| --------- | ------------ | --------- | ------- | ------ |
| Brazilia  | Flamengo     | 2000      | 1       | 0      |
| Brazilia  | Flamengo     | 2001      | 0       | 0      |
| Brazilia  | Inter Milano | 2001–2002 | 0       | 0      |
| Brazilia  | Fiorentina   | 2001–2002 | 0       | 0      |
| Brazilia  | Parma        | 2002–2003 | 5       | 3      |
| Brazilia  | Parma        | 2003–2004 | 1       | 0      |
| Brazilia  | Inter Milano | 2003–2004 | 6       | 7      |
| Brazilia  | Inter Milano | 2004–2005 | 12      | 7      |
| Brazilia  | Inter Milano | 2005–2006 | 11      | 8      |
| Brazilia  | Inter Milano | 2006–2007 | 1       | 0      |
| Brazilia  | Inter Milano | 2007–2008 | 0       | 0      |
| Brazilia  | São Paulo    | 2008      | 4       | 0      |
| Brazilia  | Inter Milano | 2008–2009 | 3       | 2      |
| Brazilia  | Flamengo     | 2009      | 3       | 0      |
| Brazilia  | Flamengo     | 2010      | 1       | 0      |
| Total     | Total        | Total     | 48      | 27     |

| Meciuri și goluri internaționale | Meciuri și goluri internaționale | Meciuri și goluri internaționale | Meciuri și goluri internaționale | Meciuri și goluri internaționale | Meciuri și goluri internaționale | Meciuri și goluri internaționale                       |
| #                                | Data                             | Locație                          | Oponent                          | Rezultat                         | Gol                              | Competiția                                             |
| 2000                             | 2000                             | 2000                             | 2000                             | 2000                             | 2000                             | 2000                                                   |
| -------------------------------- | -------------------------------- | -------------------------------- | -------------------------------- | -------------------------------- | -------------------------------- | ------------------------------------------------------ |
| 1.                               | 15 noiembrie 2000                | São Paulo, Brazilia              | Columbia                         | 1–0                              | 0                                | Calificările pentru Campionatul Mondial de Fotbal 2002 |
| 2002–2003                        |                                  |                                  |                                  |                                  |                                  |                                                        |
| 2.                               | 29 martie 2003                   | Porto, Portugalia                | Portugalia                       | 1–2                              | 0                                | Meci amical                                            |
| 3.                               | 11 iunie 2003                    | Abuja, Nigeria                   | Nigeria                          | 3–0                              | 1                                | Meci amical                                            |
| 4.                               | 19 iunie 2003                    | Saint-Denis, Franța              | Camerun                          | 0–1                              | 0                                | Cupa Confederațiilor FIFA 2003                         |
| 5.                               | 21 iunie 2003                    | Lyon, Franța                     | Statele Unite ale Americii       | 1–0                              | 1                                | Cupa Confederațiilor FIFA 2003                         |
| 6.                               | 23 iunie 2003                    | Saint-Étienne, Franța            | Turcia                           | 2–2                              | 1                                | Cupa Confederațiilor FIFA 2003                         |
| 2003–2004                        |                                  |                                  |                                  |                                  |                                  |                                                        |
| 7.                               | 12 octombrie 2003                | Leicester, Anglia                | Jamaica                          | 1–0                              | 0                                | Meci amical                                            |
|                                  | 25 mai 2004                      | Barcelona, Spania                | Catalonia                        | 5–2                              | 0                                | Unofficial friendly                                    |
| 8.                               | 8 iulie 2004                     | Arequipa, Peru                   | Chile                            | 1–0                              | 0                                | Copa América 2004                                      |
| 9.                               | 11 iulie 2004                    | Arequipa, Peru                   | Costa Rica                       | 4–1                              | 3                                | Copa América 2004                                      |
| 10.                              | 14 iulie 2004                    | Arequipa, Peru                   | Paraguay                         | 1–2                              | 0                                | Copa América 2004                                      |
| 11.                              | 18 iulie 2004                    | Piura, Peru                      | Mexic                            | 4–0                              | 2                                | Copa América 2004                                      |
| 12.                              | 21 iulie 2004                    | Lima, Peru                       | Uruguay                          | 1–1                              | 1                                | Copa América 2004                                      |
| 13.                              | 25 iulie 2004                    | Lima, Peru                       | Argentina                        | 2–2                              | 1                                | Copa América 2004                                      |
| 2004–2005                        |                                  |                                  |                                  |                                  |                                  |                                                        |
| 14.                              | 5 septembrie 2004                | São Paulo, Brazilia              | Bolivia                          | 3–1                              | 1                                | Calificările pentru Campionatul Mondial de Fotbal 2006 |
| 15.                              | 8 septembrie 2004                | Berlin, Germania                 | Germania                         | 1–1                              | 0                                | Meci amical                                            |
| 16.                              | 9 octombrie 2004                 | Maracaibo, Venezuela             | Venezuela                        | 5–2                              | 1                                | Calificările pentru Campionatul Mondial de Fotbal 2006 |
| 17.                              | 13 octombrie 2004                | Maceió, Brazilia                 | Columbia                         | 0–0                              | 0                                | Calificările pentru Campionatul Mondial de Fotbal 2006 |
| 18.                              | 17 noiembrie 2004                | Quito, Ecuador                   | Ecuador                          | 0–1                              | 0                                | Calificările pentru Campionatul Mondial de Fotbal 2006 |
| 19.                              | 5 iunie 2005                     | Porto Alegre, Brazilia           | Paraguay                         | 4–1                              | 0                                | Calificările pentru Campionatul Mondial de Fotbal 2006 |
| 20.                              | 8 iunie 2005                     | Buenos Aires, Argentina          | Argentina                        | 1–3                              | 0                                | Calificările pentru Campionatul Mondial de Fotbal 2006 |
| 21.                              | 16 iunie 2005                    | Leipzig, Germania                | Grecia                           | 3–0                              | 1                                | Cupa Confederațiilor FIFA 2005                         |
| 22.                              | 19 iunie 2005                    | Hanover, Germania                | Mexic                            | 0–1                              | 0                                | Cupa Confederațiilor FIFA 2005                         |
| 23.                              | 22 iunie 2005                    | Köln, Germania                   | Japonia                          | 2–2                              | 0                                | Cupa Confederațiilor FIFA 2005                         |
| 24.                              | 25 iunie 2005                    | Nürnberg, Germania               | Germania                         | 3–2                              | 2                                | Cupa Confederațiilor FIFA 2005                         |
| 25.                              | 29 iunie 2005                    | Frankfurt, Germania              | Argentina                        | 4–1                              | 2                                | Cupa Confederațiilor FIFA 2005                         |
| 2005–2006                        |                                  |                                  |                                  |                                  |                                  |                                                        |
| 26.                              | 17 august 2005                   | Split, Croația                   | Croația                          | 1–1                              | 0                                | Meci amical                                            |
| 27.                              | 4 septembrie 2005                | Brasília, Brazilia               | Chile                            | 5–0                              | 3                                | Calificările pentru Campionatul Mondial de Fotbal 2006 |
|                                  | 6 septembrie 2005                | Sevilla, Spania                  | Sevilla FC                       | 1–1                              | 0                                | Amical neoficial                                       |
| 28.                              | 9 octombrie 2005                 | La Paz, Bolivia                  | Bolivia                          | 1–1                              | 0                                | Calificările pentru Campionatul Mondial de Fotbal 2006 |
| 29.                              | 12 octombrie 2005                | Belém, Brazilia                  | Venezuela                        | 3–0                              | 1                                | Calificările pentru Campionatul Mondial de Fotbal 2006 |
| 30.                              | 12 noiembrie 2005                | Abu Dhabi, United Arab Emirates  | Emiratele Arabe Unite            | 8–0                              | 1                                | Meci amical                                            |
| 31.                              | 1 martie 2006                    | Moscova, Rusia                   | Rusia                            | 1–0                              | 0                                | Meci amical                                            |
|                                  | 30 mai 2006                      | Basel, Elveția                   | FC Lucerne Selection             | 8–0                              | 2                                | Amical neoficial                                       |
| 32.                              | 4 iunie 2006                     | Geneva, Elveția                  | Noua Zeelandă                    | 4–0                              | 1                                | Meci amical                                            |
| 33.                              | 13 iunie 2006                    | Berlin, Germania                 | Croația                          | 1–0                              | 0                                | Campionatul Mondial de Fotbal 2006                     |
| 34.                              | 18 iunie 2006                    | München, Germania                | Australia                        | 2–0                              | 1                                | Campionatul Mondial de Fotbal 2006                     |
| 35.                              | 27 iunie 2006                    | Dortmund, Germania               | Ghana                            | 3–0                              | 1                                | Campionatul Mondial de Fotbal 2006                     |
| 36.                              | 1 iulie 2006                     | Frankfurt, Germania              | Franța                           | 0–1                              | 0                                | Campionatul Mondial de Fotbal 2006                     |
| 2006–2007                        |                                  |                                  |                                  |                                  |                                  |                                                        |
| 37.                              | 6 februarie 2007                 | Londra, Anglia                   | Portugalia                       | 0–2                              | 0                                | Meci amical                                            |
| 2007–2008                        |                                  |                                  |                                  |                                  |                                  |                                                        |
| 38.                              | 21 mai 2008                      | Seattle, Statele Unite           | Canada                           | 3–2                              | 0                                | Meci amical                                            |
| 39.                              | 6 iunie 2008                     | Boston, Statele Unite            | Venezuela                        | 0–2                              | 0                                | Meci amical                                            |
| 40.                              | 15 iunie 2008                    | Asunción, Paraguay               | Paraguay                         | 0–2                              | 0                                | Calificările pentru Campionatul Mondial de Fotbal 2010 |
| 41.                              | 18 iunie 2008                    | Belo Horizonte, Brazilia         | Argentina                        | 0–0                              | 0                                | Calificările pentru Campionatul Mondial de Fotbal 2010 |
| 2008–2009                        |                                  |                                  |                                  |                                  |                                  |                                                        |
| 42.                              | 10 octombrie 2008                | San Cristóbal, Venezuela         | Venezuela                        | 4–0                              | 1                                | Calificările pentru Campionatul Mondial de Fotbal 2010 |
| 43.                              | 19 noiembrie 2008                | Brasília, Brazil                 | Portugalia                       | 6–2                              | 1                                | Meci amical                                            |
| 44.                              | 10 februarie 2009                | Londra, Anglia                   | Italia                           | 2–0                              | 0                                | Meci amical                                            |
| 2009                             |                                  |                                  |                                  |                                  |                                  |                                                        |
| 45.                              | 5 septembrie 2009                | Rosario, Argentina               | Argentina                        | 3–1                              | 0                                | Calificările pentru Campionatul Mondial de Fotbal 2010 |
| 46.                              | 9 septembrie 2009                | Salvador, Brazil                 | Chile                            | 4–2                              | 0                                | Calificările pentru Campionatul Mondial de Fotbal 2010 |
| 47.                              | 11 octombrie 2009                | La Paz, Bolivia                  | Bolivia                          | 1–2                              | 0                                | Calificările pentru Campionatul Mondial de Fotbal 2010 |
| 2010                             |                                  |                                  |                                  |                                  |                                  |                                                        |
| 48.                              | 2 martie 2010                    | Londra, Anglia                   | Republica Irlanda                | 2–0                              | 0                                | Meci amical                                            |